# Feldberg (Natur- und Landschaftsschutzgebiet)

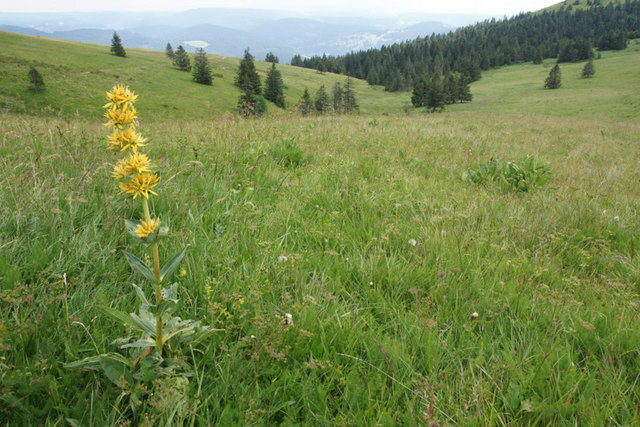
Geschützter Gelber Enzian auf einer Wiese an der Talflanke am Seebuck

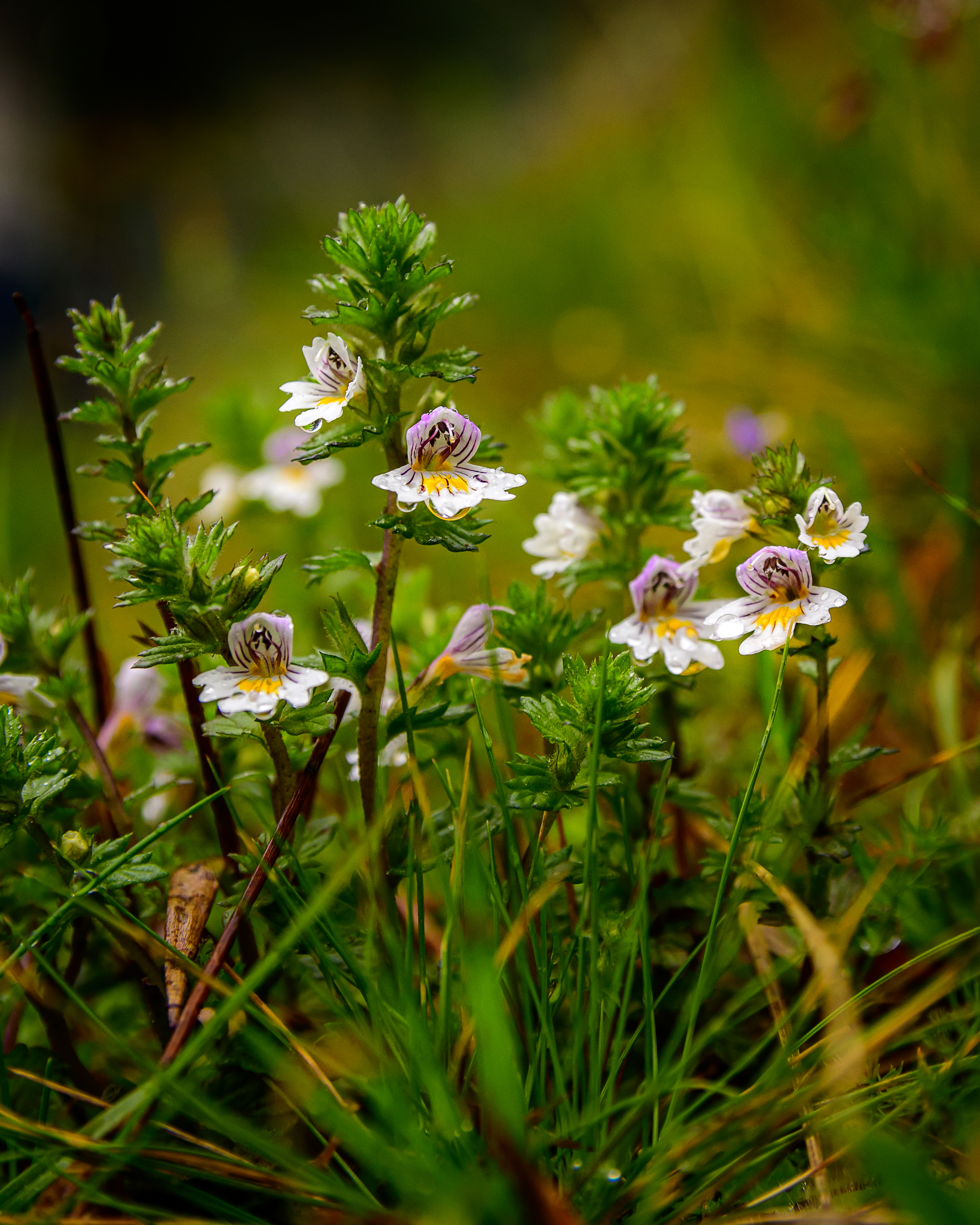
Augentrost im NSG Feldberg

Feldberg ist ein Naturschutzgebiet im Naturraum Hochschwarzwald in der Region um den namensgebenden Feldberg im Südschwarzwald in Baden-Württemberg.
Es umfasst einen Naturraum von besonderer Vielfalt, Eigenart und Schönheit und ist ein Beispiel einer glazial überformten Mittelgebirgslandschaft als wichtiges Dokument der nacheiszeitlichen Naturgeschichte. Es bietet vielfältigen Lebensraum für zahlreiche Tierarten und viele, zum Teil einzigartige Pflanzengesellschaften mit arktisch-alpinen, montanen und atlantischen Florenelementen sowie seltenen, und zum Teil vom Aussterben bedrohten Arten. Es umfasst auch Teile von Bann- und Schonwald nach Landeswaldgesetz § 32.

## Geographie
Das rund 4.227 Hektar große Naturschutzgebiet um den höchsten Punkt des Feldbergs (1493 m ü. NHN) herum liegt auf dem Gebiet der Gemeinden Feldberg, Hinterzarten, Oberried und Schluchsee im Landkreis Breisgau-Hochschwarzwald, Bernau und Sankt Blasien im Landkreis Waldshut und Todtnau im Landkreis Lörrach.
Der nördlichste Rand reicht bis unterhalb des Hochfarns (1263,3 m), weiter östlich an den Toter Mann (1321,7 m) und in das obere Zastlertal, am östlichen Rand bis unterhalb des Kapellenkopfs (1273,3 m), bis zum südlichen Rand mit dem Spießhorn (1350,8 m), dem Herzogenhorn (1415,6 m), südwestlich Stübenwasen (1388,8 m), westlich zum Hirschkopf (1264,5 m) und hinab in das obere St. Wilhelmer Tal.

## Steckbrief
Das Gebiet wurde bereits per Verordnung am 11. Februar 1937 durch den badischen Minister des Kultus und Unterrichts als Naturschutzgebiet ausgewiesen. Die letzte, aktualisierte Verordnung und Ausweisung als Naturschutzgebiet ist vom 27. September 1991 und wird unter der Schutzgebietsnummer 3.001 beim Regierungspräsidium Freiburg geführt.
Es hat eine Fläche von 4.226,7 Hektar, davon fallen 2343,2 ha auf den Landkreis Breisgau-Hochschwarzwald, den Landkreis Waldshut mit 1144,6 ha und den Landkreis Lörrach mit 738,9 ha. Das Schutzgebiet ist in die IUCN-Kategorie IV, ein Biotop- und Artenschutzgebiet, eingeordnet. Die WDPA-ID lautet 4402 und entspricht dem europäischen CDDA-Code und der EUNIS-Nr.
Es war damit das erste Naturschutzgebiet im heutigen Baden-Württemberg, das nach dem Reichsnaturschutzgesetz von 1935 eingerichtet wurde und ist vor dem Gletscherkessel Präg das größte Naturschutzgebiet des Bundeslandes. Seit 1989 wird es durch einen hauptamtlichen Naturschutzwart (Feldberg-Ranger) betreut. Seit 2001 obliegt die Schutzgebietsbetreuung dem Naturschutzzentrum Südschwarzwald im Haus der Natur auf dem Feldberg.

## Schutzzweck
Der Schutzzweck (§ 3) lautet:
„Durch die Ausweisung des Naturschutzgebietes soll der Feldberg mit den angrenzenden Bereichen erhalten werden 
- als bedeutsames Beispiel einer glazial überformten Mittelgebirgslandschaft,
- als wichtiges Dokument der nacheiszeitlichen Naturgeschichte,
- als aufschlußreiches Anschauungsmaterial der Landschafts- und Kulturgeschichte,
- als vielfältiger Lebensraum für zahlreiche Tierarten und viele, zum Teil einzigartige Pflanzengesellschaften mit arktisch - alpinen, montanen und atlantischen Florenelementen sowie seltenen, z. T. vom Aussterben bedrohten Arten,
- als hervorragendes Demonstrations- - und Forschungsobjekt für die Wissenschaft und
- als Naturraum von besonderer Vielfalt, Eigenart und Schönheit.“

## Landschaftsschutzgebiete
Das Naturschutzgebiet ist Partnerschutzgebiet der gleichnamigen Landschaftsschutzgebiete LSG 3.15.022 im Landkreis Breisgau-Hochschwarzwald mit 217,2 Hektar, LSG 3.36.020 im Landkreis Lörrach mit 124,3 Hektar und LSG 3.37.016 im Landkreis Waldshut mit 0,025 Hektar. Schutzzweck ist die „Sicherung des gleichnamigen Naturschutzgebietes, die Erhaltung der Leistungsfähigkeit eines ausgewogenen Naturhaushalts und die Gewährleistung des besonderen Erholungswertes“.